# Мурашко Маргарита Августівна
Маргарита Августівна Мурашко (до шлюбу Крюгер, 14 квітня 1890 р. Київ — невідомо, імовірно 1938 р.) — українська педагогиня, мисткиня, мистецтвознавиця. Авторка біографії та спогадів про художника Олександра Мурашка. 

## Життєпис
Маргарита Крюгер народилась 14 квітня 1890 року в багатодітному подружжі Августа та Катерини Крюгерів. Родина мешкала в Києві за адресою: вул. Хрещатик, 17. Неподалік знаходилась нотаріальна контора батька Маргарити (Хрещатик 11). В дитинстві отримала домашню освіту, пізніше навчалась у Смольному інституті шляхетних панянок у Санкт-Петербурзі. 
У 1902 р. розпочала педагогічну діяльність у приватній жіночій гімназії, яку відкрила її старша сестра Катерина. Працювала там викладачкою російської мови. Гімназія діяла до 1920 року, щоправда, останні кілька років роботи закладу Крюгер там не працювала.

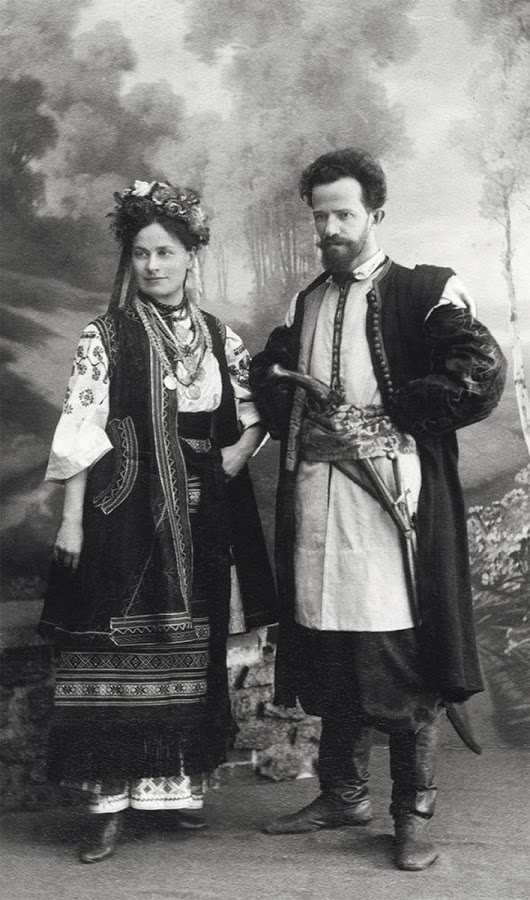
З чоловіком у національних строях. Фото 1909 року, Ательє Вітольда Мечинського. Зібрання музею "Духовні скарби України".

19 квітня 1909 року побралася з київським художником Олександром Мурашком. Відтоді постійно супроводжувала чоловіка у закордонних поїздках та підтримувала його в творчості. Мешкали на вул. Малій Житомирській 14, а від 1914 року — Багговутівській. 
В 1915 році, після смерті батька припиняє викладацьку діяльність й зосереджується на домашньому господарстві. Після вбивства чоловіка у 1919 році займається систематизацією та різними питаннями пов’язаними із зберіганням його творчої спадщини. У пореволюційний час в цьому їй допомагають друзі родини, представники мистецьких кіл Києва та України.
Доля Маргарити Мурашко після 1935 року невідома. Припускають, що вона, буцімто, одружилася з архітектором чи інженером і виїхала до Криму (або Москви). Через рік її з чоловіком було заарештовано. Померла Маргарита Мурашко імовірно у 1938 році.

## Творчість
Маргарита Мурашко є авторкою біографії та спогадів про свого чоловіка. Дослідники припускають, що спогади існували в кількох варіантах, проте наразі віднайдений лише один рукопис. Який було видано 2016 році в Києві («Эти десять лет большого, глубокого счастья…»: Спогади Маргарити Мурашко).

## Родина
- Батько — Август Федорович Крюгер (помер в 1915 році), німець, юрист, власник нотаріальних контор в Сквирі, Житомирі та Києві. Нотаріус при Київському окружному суді.
- Мати — Катерина Олександрівна Новосільцева (померла в 1913 р.), дворянка (по материнській лінії з родини Муромцових).
- Брати, сестри — Катерина, Єлизавета, Анна, Федір.
- Чоловік — Олександр Мурашко, художник.
- Про імовірного другого чоловіка точні відомості відсутні.
- Діти — Катерина, названа донька. Справжні батьки дівчини невідомі[2].